# پوند (یکای جرم)
پوند (با نماد lb، از لاتینی: libra pondo) یک یکا برای جرم است که تعریف‌های گوناگون و کاربرد بسیاری دارد.
پوند رایج این روزها یا پوند اِنگلیسی است که دقیقا 453,592 37 گرم است(حدودا نیم کیلو) یا پوند مِتریک است که دقیقا نیم کیلوگرم است(دقیقا 500 گرم).
در کشورهایی که از سیستم متریک SI استفاده می‌کنند (تقریبا همه کشورهای جهان، به جز آمریکا و بریتانیا) ، یکای پوند را برای بیان نیم کیلو به کار می‌برند. برای نمونه به جای ۵۰۰ گرم (نیم کیلو) برنج گفته می‌شود یک پوند برنج.
به پوند در انگلیسی pound، در آلمانی pfund و فرانسی livre گویند.

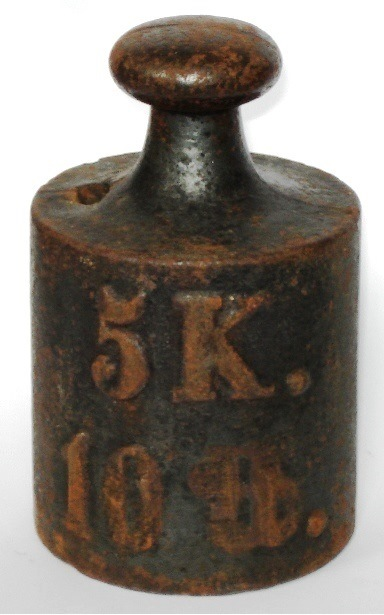
وزنه 5 کیلوگرم/10 پوند با نشان «5K» و «10lb»: هر پوند = 500 گرم

## معادل‌ها
- امروزه پوند (انگلیسی) را دقیقاً برابر با ۰٫۴۵۳۵۹۲۳۷ کیلوگرم و پوند (متریک) را دقیقا برابر ۵۰۰ گرم می‌دانند.

| یکا    | پوند    | پوند    | پوند  | پوند  | پوند  | اونس     | اونس   | اونس  | یک گندم | یک گندم | متریک | متریک   |
| یکا    | سنگینی  | تروا    | برج   | تجارت | لندن  | سنگینی   | تروا   | برج   | تروا    | برج     | گرم   | کیلوگرم |
| ------ | ------- | ------- | ----- | ----- | ----- | -------- | ------ | ----- | ------- | ------- | ----- | ------- |
| سنگینی | ۱       | ۱۷۵⁄۱۴۴ | ۳۵⁄۲۷ | ۲۸⁄۲۷ | ۳۵⁄۳۶ | ۱۶       | ۱۴۷⁄۱۲ | ۱۵۵⁄۹ | ۷۰۰۰    | ۹۹۵۵5⁄9 | ۴۵۴   | 10⁄22   |
| تروا   | 144⁄175 | ۱       | 16⁄15 | 64⁄75 | 4⁄5   | 1329⁄175 | ۱۲     | 124⁄5 | ۵۷۶۰    | ۸۱۹۲    | 373   | 3⁄8     |
| برج    | 27⁄35   | 15⁄16   | ۱     | 4⁄5   | 3⁄4   | 12⁄35    | 111⁄4  | ۱۲    | ۵۴۰۰    | ۷۶۸۰    | ۳۵۰   | 7⁄20    |
| تجارت  | 27⁄28   | 75⁄64   | 5⁄4   | ۱     | 15⁄16 | 153⁄7    | 141⁄16 | ۱۵    | ۶۷۵۰    | ۹۶۰۰    | ۴۳۷   | 7⁄16    |
| لندن   | 36⁄35   | 5⁄4     | 4⁄3   | 16⁄15 | ۱     | 16⁄35    | ۱۵     | ۱۶    | ۷۲۰۰    | ۱۰۲۴۰   | 467   | 7⁄15    |
| 1.     |         |         |       |       |       |          |        |       |         |         |       |         |